# Rudnyánszky József (püspök)
Dezséri Rudnyánszky József (Nagyszombat, 1788. október 28. – Pozsony, 1859. november 24.) besztercebányai megyés püspök.

## Élete

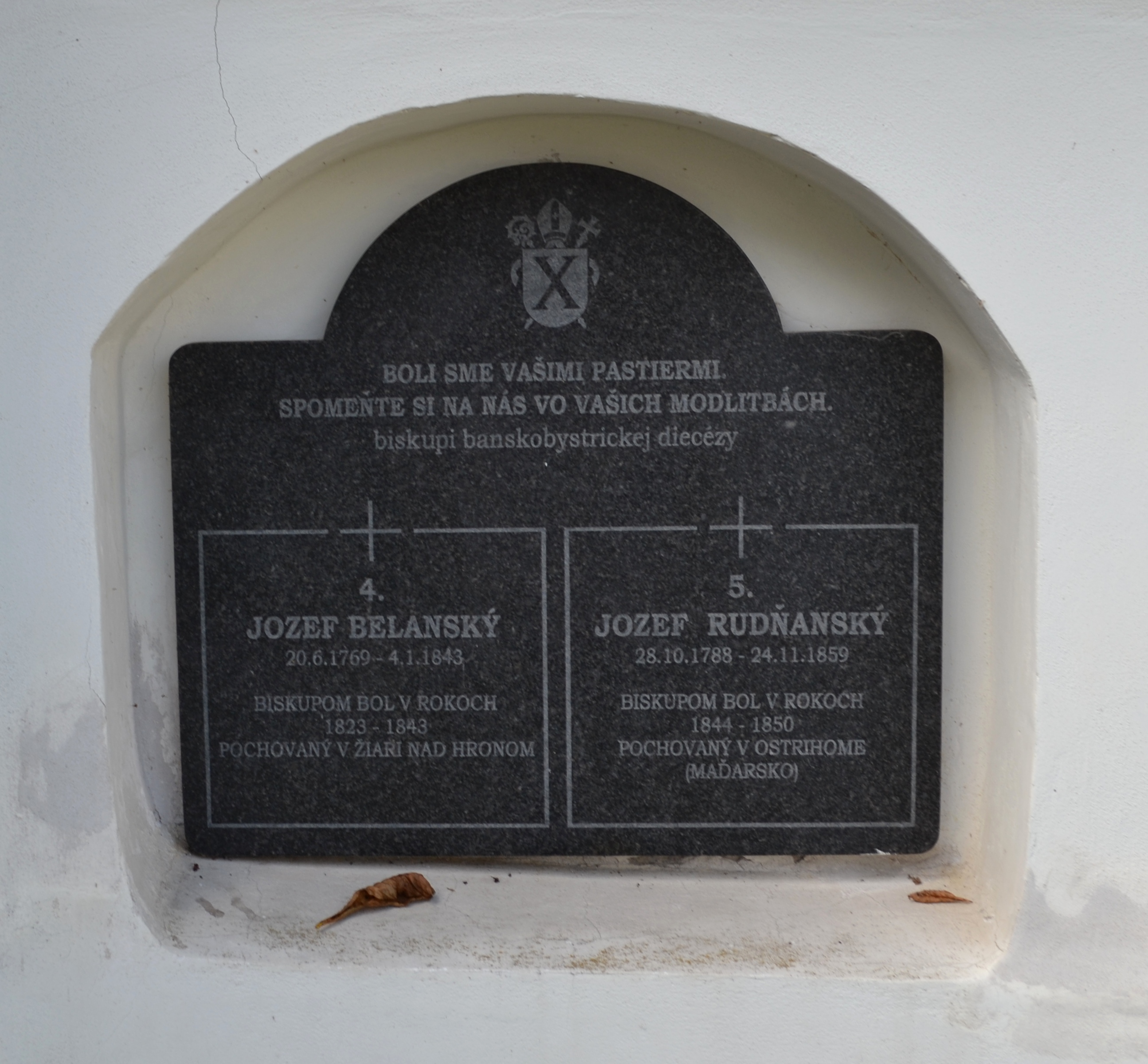
Emléktábla

Rudnyánszky Pál és Szmrtnik Klára gyermeke. 1812-ben szentelték pappá, majd káplán volt Léván, Budán, majd Óbudán. Ezután érseki titkárként működött, majd 1832-től esztergomi kanonok. 1844-ben lett besztercebányai megyés püspök. Az 1848-as forradalom és szabadságharc idején felkarolta a nemzet ügyét és körlevélben buzdította papságát, hogy Kossuth rendeleteinek engedelmeskedjenek. A szabadságharc leverése után haditörvényszék elé állították, megfosztották püspöki javaitól és 6 évig börtönben raboskodott. 1850. január 9-én báró Andreánszky Sándor közbenjárásával kegyelmet kapott, de püspöki székét nem kapta vissza.